# Кант (аэродром)
Аэродром Кант — военный аэродром, расположенный в Чуйской области Кыргызстана и используемый Россией в соответствии с межгосударственным договором. Находится в долине реки Чу в 20 км к востоку от Бишкека, в 2 км южнее города Кант.
На аэродроме дислоцирована 999-я гвардейская авиационная база (войсковая часть 20022), входящая в состав 14-й армии ВВС и ПВО.
Аэродром 2 класса, способен принимать самолёты Ан-22 (с неполной загрузкой), Ил-76 (с неполной загрузкой), Ту-154, Як-42, Ан-12 и все более лёгкие, а также вертолёты всех типов. Основная взлётно-посадочная полоса 11П/29Л имеет классификационное число (PCN) 27 R/B/X/T. Запасная ВПП 11Л/29П используется для руления и стоянки воздушных судов.

## История
История аэродрома в Канте уходит к 1941 году, когда в Кыргызстан была эвакуирована Одесская военная авиационная школа пилотов. Одесская авиационная школа пилотов, образована приказом Народного комиссара обороны СССР от 23 февраля 1941 года. С началом Великой Отечественной войны школа прекратила учебные занятия, а ее курсанты начали выполнять боевые задачи на самолётах И-15 по прикрытию Одессы от воздушных ударов ВВС нацистской Германии. В июле 1941 года авиационная школа перебазировалась в Сталинград, а затем в пригород города Фрунзе, где и готовились военные лётчики для фронта. В военные годы в авиашколе было подготовлено 1507 летчиков, 7 из которых были удостоены звания Героя Советского Союза. После окончания Великой Отечественной войны школа была переформирована в военное авиационное училище, на базе которого в 1951 году был образован учебный авиационный полк, в 1956 году он приступил к обучению иностранных авиационных специалистов.
Впоследствии, в 1947 году, школа в Кыргызстане была переименована во Фрунзенское военное авиационное училище лётчиков ВВС СССР.
В числе выпускников училища — космонавт Андриян Григорьевич Николаев (1954).
В 1956 году училище начало заниматься подготовкой пилотов для дружественных развивающихся стран, и 6 августа 1959 года было реорганизовано в 5-е Центральные курсы по подготовке и усовершенствованию авиационных кадров (5-е ЦК ПУАК).
C 1957 по 1992 годы в училище и на курсах было подготовлено 21682 человека из 54 стран, по 110 авиационным специальностям, в том числе 5698 лётчиков, 749 штурманов, 469 офицеров боевого управления, 165 стрелков-радистов, 8998 авиатехников и свыше 5000 человек по другим специальностям. В 1992 году постоянный личный состав курсов и часть лабораторного оборудования, тренажёров, макетов и учебных пособий были передислоцированы в Курган. В независимом Кыргызстане на базе курсов было создано Фрунзенское (с 1995 года -Бишкекское) военное авиационное летно-техническое училище. В 2000 году училище лишается статуса авиационного, а в 2009 передислоцируется в город Ош, где преобразуется в филиал Военного института Вооружённых сил Киргизской Республики имени Героя Советского Союза генерал-лейтенанта К. Усенбекова.
9 мая 2008 года на аэродроме был открыт памятник воинам, погибшим в боях Великой Отечественной войны.

## Современная российская авиабаза
28 марта 2019 года в рамках визита президента России Владимира Путина в Бишкек Россия и Кыргызстан внесли изменения и дополнения в соглашение 2012 года об условиях и статусе пребывания Объединённой российской военной базы на территории республики. Речь идёт об увеличении площади земель, арендуемых Россией под военные объекты, почти на 60 га, и соответствующем увеличении стоимости аренды базы на 291,5 тыс. долларов в год (до почти 4,8 млн долларов).
12 июня 2020 года Парламент Кыргызстана (Жогорку Кенеш) ратифицировал изменения в соглашение с Россией об условиях размещения в республике объединенной российской военной базы, в том числе об использовании на российской авиабазе в городе Кант (Чуйская область) беспилотных летательных аппаратов. Изменения предусматривают размещение на авиабазе РФ беспилотных летательных аппаратов, проведение российской стороной реконструкции взлетно-посадочной полосы военного аэродрома и расширение арендуемой РФ у Кыргызстана для военных объектов земельной площади примерно на 60 га. Ратификация протокола закрепляет уточненные площади земельных участков и уточненную сумму аренды — $4,79 млн в год вместо $4,5 млн, которые ранее получала киргизская сторона.

## Центр транзитных перевозок в аэропорте Манас
В 30 километрах от базы Кант до июля 2014 года находился Центр транзитных перевозок ВВС США (основанный в 2001 году как авиабаза) «Манас», расположенный на одноимённом гражданском аэродроме, построенном в советское время.